# Scala Dei
Scala Dei (en français : « Escalier de Dieu »), également appelé Tractat de contemplació (en français : « Traité de contemplation »), est un livre écrit en catalan par Francesc Eiximenis probablement en 1399 à Valence et dédié à Maria de Luna, épouse du roi Martin Ier d'Aragon et reine consort d'Aragon.

## Origine
Certaines parties du Llibre de les dones (Livre des Femmes), notamment celles relatives au Tractat de penitència (Traité de pénitence) et au Tractat de contemplació (Traité de contemplation), furent incluses dans l'ouvrage. Il est probable qu'Eiximenis offrit le livre à la reine Maria de Luna à l'occasion du couronnement de son époux Martin Ier d'Aragon (et donc de son propre couronnement), comme l'indique Andreu Ivars. Nous savons que la couronnement du roi eut lieu le 13 avril 1399 et celui de la reine le 23 avril 1399.

## Contenu
Ainsi donc le livre connu comme Scala Dei, consisterait en parties du Llibre de les dones. À côté des parties reprises mot à mot de ce livre, les chapitres 101 à 274, qui traitent des vertus théologales, des vertus cardinales, des Dix Commandements, des péchés capitaux et des sens, sont résumés, comme l'érudit Curt Wittlin le signale. Le livre appartient au genre des livres de prières, genre qui avait beaucoup de succès dans les hautes classes sociales du Moyen Âge tardif. 

## Éditions numériques

### Manuscrits
- Édition dans la Biblioteca Virtual Joan Lluís Vives (Bibliothèque virtuelle Joan Lluís Vives) du manuscrit 86 du fonds de réserve de l'Université de Barcelone.

### Incunables
- Édition dans la Memòria Digital de Catalunya (Mémoire numérique de Catalogne) de l'édition incunable, imprimée à Barcelone le 27 octobre 1494 par Diego de Gumiel.

### Éditions modernes
- Scala Dei. Barcelona. PAM. 1985. 100. Transcription de l'ancien manuscrit et notes préliminaires de Curt Wittlin. Version en catalan moderne d'Elisabet Ràfols.

### Scala Deidans les œuvres complètes de Francesc Eiximenis en ligne
- Œuvres complètes de Francesc Eiximenis, en catalan et en latin.